# Joey Pelupessy
Joey Pelupessy (* 14. Mai 1993) ist ein niederländischer Fußballspieler. Mit FC Twente spielte er zweimal in der UEFA Europa League und im KNVB-Pokal. Mit Heracles Almelo erreichte er die 3. Qualifikationsrunde für die UEFA Europa League 2016/17. Aktuell steht er seit Januar 2025 bei Lommel SK in Belgien unter Vertrag.

## Laufbahn

### Twente
Pelupessy spielte zwischen 2004 und 2014 für den FC Twente, nachdem er in den U19- und U21-Mannschaften des Vereins in die A-Nationalmannschaft des Vereins aufgestiegen war. In der Saison 2013/14 wurde Pelupessy für drei Spiele für die A-Nationalmannschaft ausgewählt, aber er kam nicht zum Einsatz. 2014 wechselte er zu Heracles Almelo. Aktuell steht er seit Januar 2018 bei Sheffield Wednesday in England unter Vertrag.

### Heracles Almelo
Von 2014 bis 2018 stand Pelupessy bei Heracles Almelo unter Vertrag. Er kam im Juli 2014 durch einen kostenlosen Transfer zu Heracles Almelo, wo ihm das Trikot mit der Nummer 14 zugewiesen wurde. Zu Beginn der Saison 2017/18 wurde Pelupessy zum Mannschaftskapitän ernannt. Nach 117 Einsätzen und fünf Toren für Heracles Almelo verließ Pelupessy den Verein und wechselte zu Sheffield Wednesday.

### Sheffield Wednesday
Am 18. Januar 2018 unterzeichnete Pelupessy für EFL Championship Team Sheffield Wednesday einen neuen Vertrag. Hier erhielt er das Trikot mit der Nummer 32 zugewiesen. Er erzielte sein erstes Tor für die Owls am 20. Februar 2018 gegen Millwall. Am 4. Juni 2020 verlängerte er seinen Aufenthalt im Club um ein weiteres Jahr bis 2021.

### Giresunspor
Im Juli 2021 schloss sich Pelupessy per Zweijahresvertrag dem türkischen Erstligaaufsteiger Giresunspor an.

### FC Groningen
Im Sommer 2022 wechselte Pelupessy zum FC Groningen.

### Lommel SK
Im Januar 2025 folgte ein Wechsel in die zweite belgische Liga zu Lommel SK.